# David Boring
 (mars 2017).
Si vous disposez d'ouvrages ou d'articles de référence ou si vous connaissez des sites web de qualité traitant du thème abordé ici, merci de compléter l'article en donnant les références utiles à sa vérifiabilité et en les liant à la section « Notes et références ».
Pour les articles homonymes, voir Bensoussan, Boring, Esteban et Clair.
Michael Bensoussan, dit David Boring ou Estéban, est un chanteur et acteur français. Il est le chanteur du groupe Naive New Beaters. Il utilise ses différents pseudonymes selon ses activités : David Boring comme chanteur et Estéban comme acteur.

## Biographie
David Boring est le fils du cinéaste Philippe Clair. Sa mère est vietnamienne. Il naît à Paris dans les années 1970 et vit dans son enfance dans la région de Los Angeles, à Pasadena.
Il est aussi petit-fils du rabbin Isaac Bensoussan qui lui inspire le crédo : « Rien n'est grave, sauf la mort. »
Encore enfant, il fait des apparitions dans des films de son père, sous le nom de Michael Clair. Il partage notamment avec Aldo Maccione la vedette de L'Aventure extraordinaire d'un papa peu ordinaire. Sous le nom d'Estéban, il a notamment joué dans La Fille du 14 juillet d'Antonin Peretjatko. Il est caractérisé par ce que Télérama appelle sa « voix traînante, une diction zarbi de fumeur de joints — mais, vérification faite, parfaitement naturelle ». Il joue dans plusieurs films de jeunes réalisateurs français, notamment des courts métrages. Selon Télérama, « sa folie douce, son étrangeté, [y] apportent un salutaire vent de fraîcheur ».
Il choisit le pseudonyme de David Boring en référence au chanteur David Bowie et sans savoir qu'il s'agissait du nom d'un héros de bande dessinée créé par Daniel Clowes.
Il fait son arrivée aux Grosses Têtes le 27 avril 2020 sur RTL, dans l'équipe de Laurent Ruquier. Depuis 2021, il est, avec Valérie Mairesse, l’une des voix-off de la séquence Les Dessins de la semaine dans l'émission On est en direct sur France 2, sous le pseudonyme d'Estéban.
En août 2024, Estéban commente l'épreuve de taekwondo sur la chaîne Eurosport lors des Jeux olympiques de Paris 2024.[réf. nécessaire]

## Naive New Beaters
Au milieu des années 2000, il fonde avec ses amis[réf. souhaitée] Eurobelix et Martin Luther BB King les Naive New Beaters. Rapidement, le projet porte ses fruits et les NNBS se font connaître dans l'Hexagone.[réf. souhaitée] Il est le chanteur de ce groupe qui a déjà à son actif quatre albums et un film, Yo ! Pékin (qu'il a lui-même réalisé).

## Filmographie

### Longs métrages
- 1982 : Plus beau que moi, tu meurs de Philippe Clair : un enfant
- 1984 : Par où t'es rentré ? On t'a pas vu sortir de Philippe Clair : un enfant
- 1986 : Si t'as besoin de rien... fais-moi signe de Philippe Clair : un enfant
- 1989 : L'Aventure extraordinaire d'un papa peu ordinaire de Philippe Clair : Alex
- 2011 : La Délicatesse de Stéphane et David Foenkinos : l'ami de Pierre
- 2013 : La Fille du 14 juillet d'Antonin Peretjatko : Julot
- 2015 : Nos futurs de Rémi Bezançon : Bartarin
- 2016 : L'Effet aquatique de Sólveig Anspach : Daniel
- 2017 : Ôtez-moi d'un doute de Carine Tardieu : Didier
- 2017 : Des plans sur la comète de Guilhem Amesland : Nestor
- 2017 : Les Ex de Maurice Barthélémy : Alberto
- 2018 : Gaston Lagaffe de Pierre-François Martin-Laval : Bertrand Labévue
- 2018 : Chacun pour tous de Vianney Lebasque : André
- 2019 : Le Dindon de Jalil Lespert : le réceptionniste
- 2019 : Debout sur la montagne de Sébastien Betbeder : Dimitri
- 2019 : Selfie de Thomas Bidegain, Marc Fitoussi, Tristan Aurouet, Cyril Gelblat et Vianney Lebasque : le vendeur de like
- 2019 : Entre deux trains de Pierre Filmon : Denis
- 2020 : Lucky d'Olivier Van Hoofstadt : Narcos
- 2020 : Terrible Jungle de Hugo Benamozig et David Caviglioli : le chimiste
- 2021 : Mes très chers enfants d'Alexandra Leclère : Régis
- 2021 : Haters de Stéphane Marelli : Kualalumpur
- 2022 : Irréductible de Jérôme Commandeur : le chauffeur jungle
- 2023 : Swing Rendez-vous de Gérome Barry : Rémi
- 2023 : À la belle étoile de Sébastien Tulard : Julien
- 2023 : La Fiancée du poète de Yolande Moreau : Elvis
- 2024 : 14 Jours pour aller mieux d'Édouard Pluvieux : César
- 2024 : Les Rois de la piste de Thierry Klifa : Joubert-Thinville
- 2024 : Nice Girls de Noémie Saglio : un officier de police
- 2024 : Les Boules de Noël d'Alexandra Leclère

### Courts métrages
- 2012 : La Vie parisienne de Vincent Dietschy : Rémi Henriksen
- 2013 : Les Lézards de Vincent Mariette : l'homme en slip
- 2014 : Éloge du moyen de Vincent Dietschy : Pablo
- 2014 : People are Strange de Julien Hallard : Aldo
- 2014 : Bubble Blues de Patrick Volve : Aldo
- 2014 : Mon héros de Sylvain Desclous : David
- 2015 : Chez Ramzi de Guilhem Amesland : Mickaël
- 2015 : Lettre à Brive de Vincent Dietschy : Esteban
- 2015 : Suicide Express de Gérome Barry : Valentin
- 2015 : Denis et les zombies de Vital Philippot : Denis
- 2016 : Maman de Victoria Musiedlak : Pierrick
- 2016 : Noyade interdite de Mélanie Laleu : Dagobert
- 2018 : L'Affaire du siècle de Victoria Musiedlak : Maître Nageux
- 2019 : Une chance unique de Joël Curtz : David Boring

### Télévision
- 2017 : Paris etc. de Zabou Breitman : rôle de David Boring sous le nom d'acteur d'Estéban
- 2017 : Les Grands : le prof de musique
- 2019 : Jean-Michel Super Caribou : l'âne
- 2020 : Si tu vois ma mère de Nathanaël Guedj : Œdipe
- 2019-2020 : Têtard sur Canal+ : Ben
- 2021 : Les Petits Meurtres d'Agatha Christie (Saison 3, épisode 3, Le Vallon) : Paulo Romero
- 2022 : Somin Gazé de Lauren Ransan et Abel Vaccaro : Robert Chicaud
- 2023 : L'Incroyable Embouteillage de David Charhon : Paul
- 2024 : Benoît Gênant de Eric Lavaine avec Artus : Francis

### Web
- 2016 : Le Meufisme (saison 3, épisode 6 : Lovisme) de Camille Ghanassia et Sophie Garric : Léo
- 2018 : Croc Love (saison 1) francetv slash / studio (anciennement Studio 4)
- 2020 : Groom (saison 2, épisode 7 : Hasta la Vista) d'Axel Maliverney, Robinson Latour, Adrien Ménielle et Florent Bernard : docteur Quinn
- 2020 : Craignos de Jean-Pascal Zadi : Maquette
- 2021 : Carrément craignos de Jean-Pascal Zadi : Maquette